# Кодиеум
Кодиеум (лат. Codiaeum) — род растений семейства Молочайные (Euphorbiaceae).
Название рода происходит от греч. κώδεια (kodeia) — «голова».

## Происхождение
Родиной кодиеумов являются Восточная Индия, Малайзия, Зондские и Молуккские острова, где их насчитывается около 15 видов.

## Морфология
Это вечнозелёные деревья, кустарники и травянистые растения.
Листья кожистые, разнообразные по форме: несимметричные, лопастные, трёхлопастные, продолговато-ланцетные, широкояйцевидные, тупые или заострённые, цельнокрайные, выемчатые, витые, перетянутые; по цвету: жёлто-зелёные, зелёные, красно-коричневые с жёлтыми, красными, оранжевыми прожилками, с черешками. Молодые листья окрашены в более светлые тона, которые постепенно сменяются тёмными и приобретают красно-бордовый оттенок, поэтому одно растение окрашено одновременно в несколько цветов.
Цветут невзрачными желтовато-белыми мелкими цветками, собранными в пазушные кистевые соцветия.

## Виды рода Кодиеум
По современным представлениям в род Кодиеум входит 17 видов:
- Codiaeum affine Merr.
- Codiaeum bractiferum (Roxb.) Merr.
- Codiaeum ciliatum Merr.
- Codiaeum finisterrae Pax & K.Hoffm.
- Codiaeum hirsutum Merr.
- Codiaeum ludovicianum Airy Shaw
- Codiaeum luzonicum Merr.
- Codiaeum macgregorii Merr.
- Codiaeum megalanthum Merr.
- Codiaeum membranaceum S.Moore
- Codiaeum oligogynum McPherson
- Codiaeum palawanense Elmer
- Codiaeum peltatum (Labill.) P.S.Green
- Codiaeum stellingianum Warb.
- Codiaeum tenerifolium Airy Shaw
- Codiaeum trichocalyx Merr.
- Codiaeum variegatum (L.) Rumph. ex A.Juss. typus[2] — Кодиеум пёстрый

## Практическое использование
Из 17 видов только кодиеум пёстрый (Codiaeum variegatum) и его разновидности используются для выращивания в домашних условиях. Растения ценятся за красоту своих листьев. Кодиеумы используются для украшения композиций, создания интерьера, составления зимних садов.